# Toledo and Ohio Central Railway

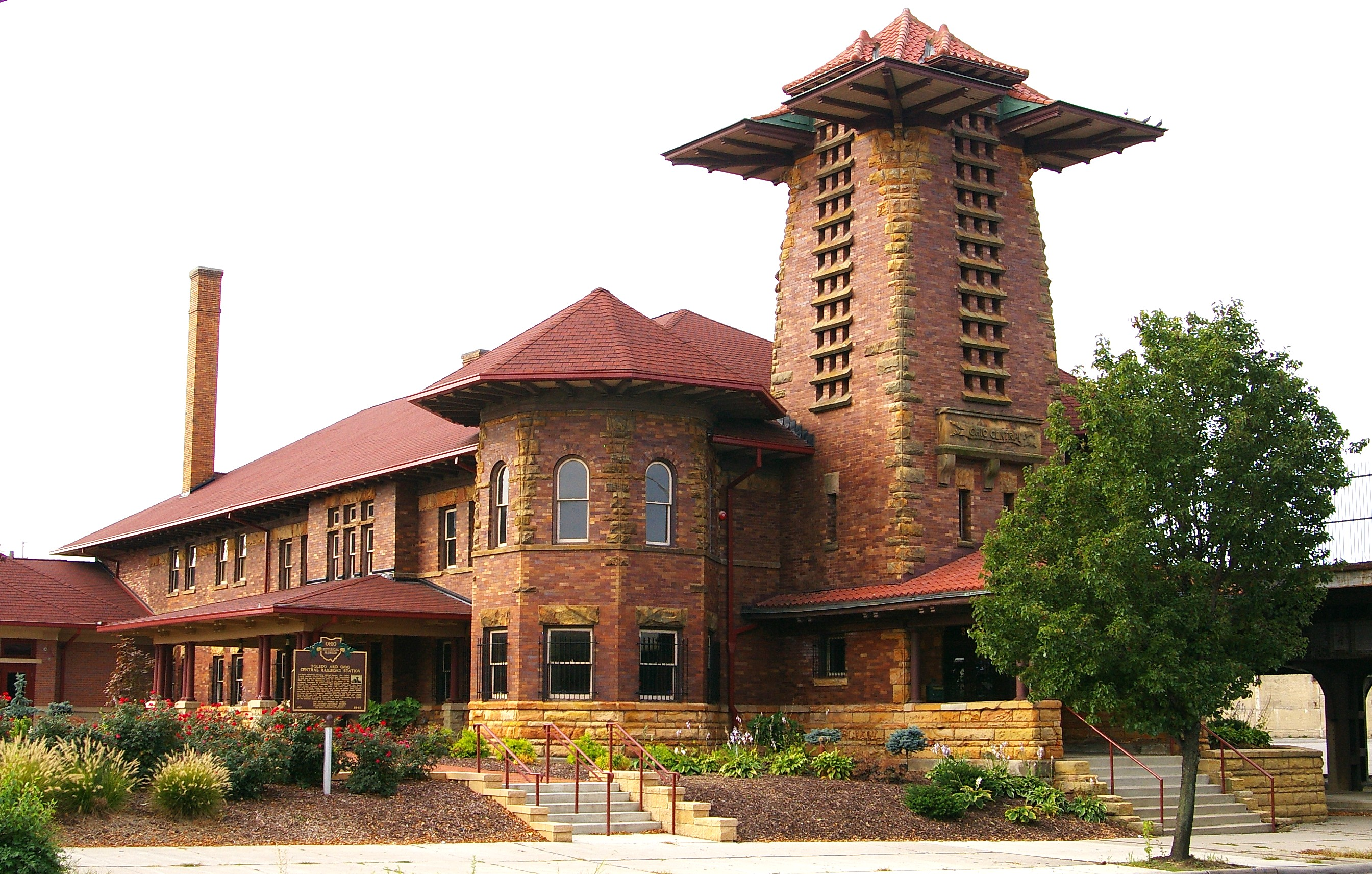
Ancienne gare de la Toledo and Ohio Central Railway à Columbus

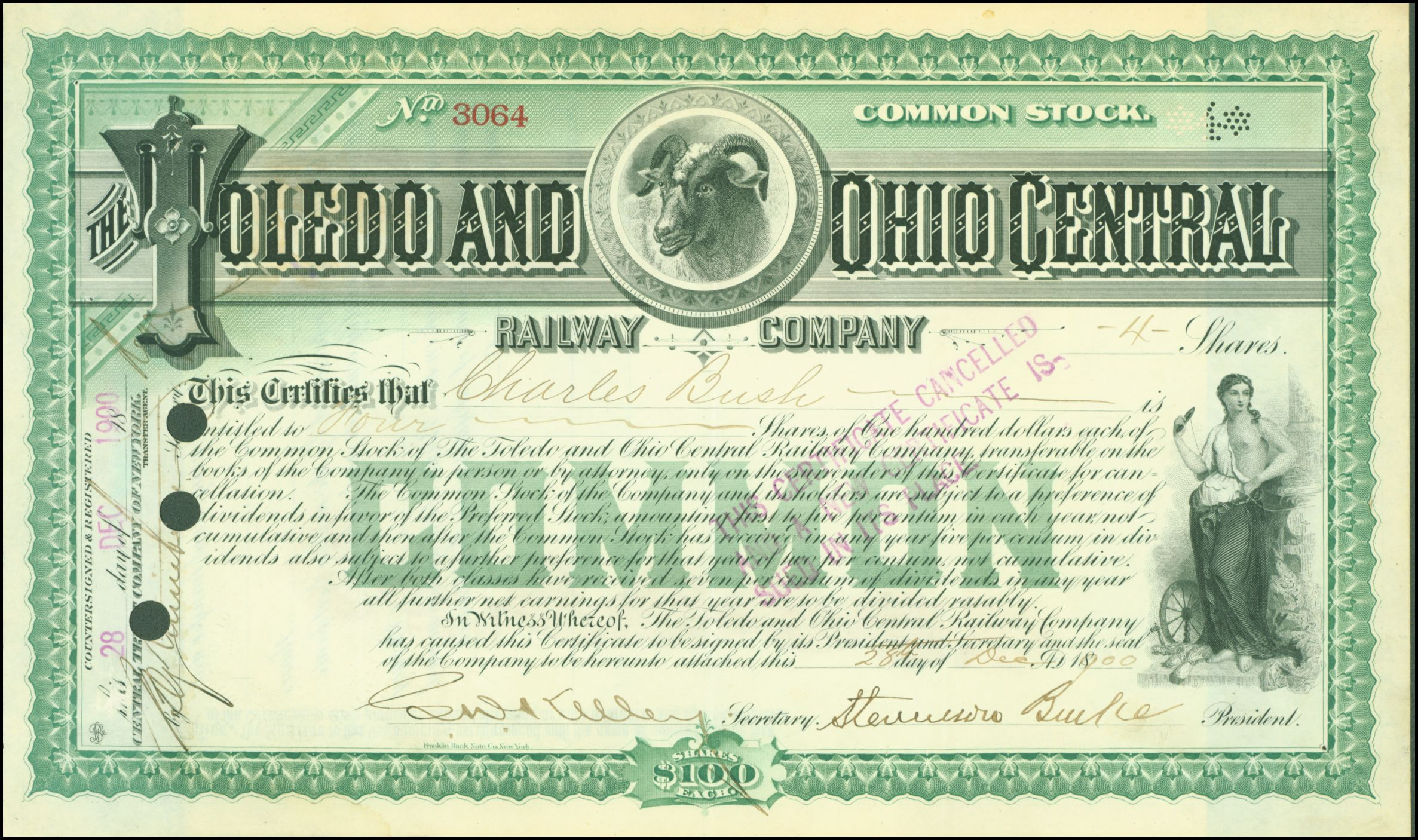
Action de la Toledo and Ohio Central Railway Company en date du 28 decembre 1900

Le Toledo and Ohio Central Railway (T&OC) était un chemin de fer américain de classe I en activité dans l'Ohio.

## Liste des précurseurs
- l'Atlantic and Lake Erie Railroad
- l'Atlantic and Northwestern Railroad
- l'Ohio Central Railroad
  - le Columbus and Sunday Creek Valley Railroad 
    - l'Ohio Central Railway
- le Zanesville and Western Railroad

## Liste des compagnies contrôlées et/ou apparentées au T&OC
- le Kanawha & Michigan Railroad, fut contrôlé entre 1903 et 1910 (?), avant d'être fusionné dans le T&OC en 1938 (?).
- le Zanesville & Western Railroad,
- le Kanawha & West Virginia,
- le Sugar Creek,
- le Bailey Run & Athens Railway
- le Middleport & Northeastern.

Le T&OC et ses compagnies affiliées furent contrôlés au cours du temps par le Hocking Valley Railway et le New York Central Railroad (NYC).
Le Toledo & Ohio Central Railway finit par être fusionné dans le NYC in 1952. 
- (en) Cet article est partiellement ou en totalité issu de l’article de Wikipédia en anglais intitulé « Toledo and Ohio Central Railway » (voir la liste des auteurs).